# Andrew Jackson (giocatore di football americano)
Andrew Jackson (Lakeland, 16 marzo 1992) è un giocatore di football americano statunitense che milita nel ruolo di linebacker per i Duke City Gladiators della Indoor Football League (IFL). Al college giocò a football alla Western Kentucky University.

## Carriera

### Indianapolis Colts
Jackson fu scelto nel corso del sesto giro del Draft NFL 2014 (203º assoluto) dagli Indianapolis Colts. Debuttò come professionista subentrando nella gara della settimana 4 contro i Tennessee Titans. Concluse la sua prima stagione da professionista con 13 presenze, nessuna come titolare, con 10 tackle e un sack, in quella che fu la sua unica annata nella NFL.